# Heinkel He 343
Heinkel He 343 німецький швидкісний бомбардувальник компанії Ernst Heinkel Flugzeugwerke з повітряно-реактивними моторами  завершального етапу Другої світової війни. Був збудований 1946 в 1 екземплярі в СРСР як Іл-22.

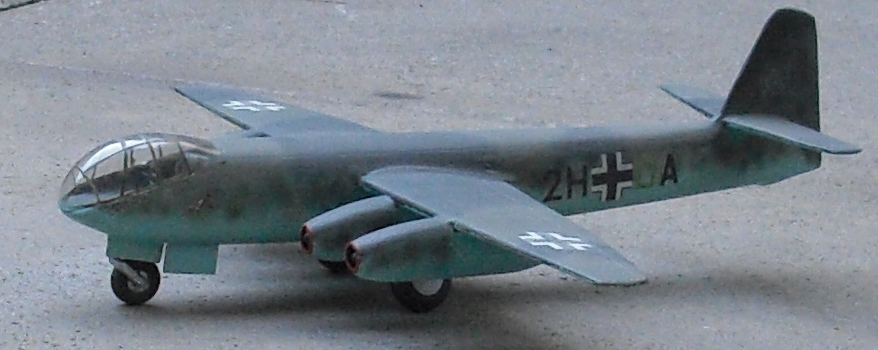
Heinkel He 343. Модель

## Історія
На початку 1944 розпочались роботи над He 343. Для скорочення часу проєктування орієнтувались на вже випробуваний Arado Ar 234. Він мав екіпаж з 2-х осіб у збільшеній кабіні і більше бомбове навантаження (згодом збільшене з 2.000 кг до 3.000 кг). Можливо було встановити 4 мотори Jumo 004 з тягою 900 кгс з надією встановити Heinkel HeS 011 з тягою 1300 кгс. Висота польоту в 15.000 м робила малоймовірною атаку ворожих винищувачів.
Німецькому дослідному центру планеризму доручили розробити проєкти 4- і 6-моторного фюзеляжу і крил. Завершений проєкт крил, фюзеляжу з великим ліхтарем кабіни отримав позначення He P.1068. Було створено повномасштабну дерев'яну модель і згодом змінено форму літака. Heinkel He 343 називали збільшеною моделлю Arado Ar 234. Проєкт зупинили влітку 1944 через програму розробки винищувачів-перехоплювачів.

### Модифікації
- He 343 A-1: бомбардувальник з 3.000 кг бомбового навантаження, 2 кулеметами MG 151
- He 343 A-2: розвідник
- He 343 A-3: багатоцільовий штурмовик з гарматами калібру до 50 мм

### Технічні дані Heinkel He 343
|                            |                   |
| Параметри                  | Розміри           |
| Довжина                    | 16,5 м            |
| Розмах крил                | 18,0 м            |
| Висота                     | 5,35 м            |
| Площа крил                 | 42.45 м2          |
| Двигун                     | 4×Heinkel HeS 011 |
| Тяга                       | 4×13 кН           |
| Екіпаж                     | 2                 |
| Маса порожнього            | 10.770 кг         |
| Маса стартова              | 19.550 кг         |
| Максимальна швидкість      | 910 км/год        |
| Максимальна висота польоту | 14.800 м          |
| Виготовлено екземплярів    | -                 |
| Дальність                  | 1.620 км          |